# Cratichneumon amamioshimensis
Cratichneumon amamioshimensis är en stekelart som beskrevs av Tohru Uchida 1956. Cratichneumon amamioshimensis ingår i släktet Cratichneumon och familjen brokparasitsteklar. Inga underarter finns listade i Catalogue of Life.